# Đại sảnh danh vọng Grammy
Đại sảnh Danh vọng Grammy là một đại sảnh danh vọng nhằm tôn vinh những tác phẩm âm nhạc mang ý nghĩa lịch sử hoặc trường tồn cùng thời gian. Những tác phẩm tiến cử được lựa chọn thường niên bởi một ủy ban đặc biệt, gồm những chuyên gia nổi tiếng và giàu kinh nghiệm từ tất cả các chi nhánh của ngành nghệ thuật thu âm. Nó được biên tập bởi Viện hàn lâm Khoa học và Nghệ thuật Thu âm Quốc gia và thành lập vào năm 1973. Tác phẩm nhạc (đĩa đơn và album) ở mọi thể loại đều đủ điều kiện để chọn, và phải có ít nhất 25 năm tuổi để được xem xét. Những tác phẩm bổ sung vào danh sách được lựa chọn thường niên bởi một ủy ban gồm các chuyên gia nghệ thuật thu âm.

## Danh sách
Danh sách liệt kê theo tiêu đề và bảng chữ cái
- Danh sách người nhận giải Grammy Đại sảnh danh vọng (A–D)
- Danh sách người nhận giải Grammy Đại sảnh danh vọng (E–I)
- Danh sách người nhận giải Grammy Đại sảnh danh vọng (J–P)
- Danh sách người nhận giải Grammy Đại sảnh danh vọng (Q–Z)